# Volcán de Cerro Gordo
Cerro Gordo es un volcán situado en Granátula de Calatrava, Ciudad Real, con un eje mayor de 1000 metros y una altura relativa de 90 metros, aunque en sus profundidades esconde 830 metros de magma, tierra y sedimentos. Su silueta destaca sobre el paisaje de Calatrava y está formado por los restos que dejaron sus últimas erupciones, recuerda a la forma de un volcán tradicional con una montaña escarpada y un cráter en la cumbre pero se trata de un cono de escoria o cono de piroclastos.
A lo largo de su historia pasó por varias fases volcánicas que formaron fuentes de lava y coladas, además de fases hidrovolcánicas que trabajaron de forma natural su estructura en cono de escoria y coladas de barro.
Tras su inauguración el 15 de abril de 2016, se convirtió en el primer volcán visitable de la península ibérica.

## Localización
Se encuentra en la región volcánica del Campo de Calatrava o provincia volcánica de Calatrava, una de las zonas de vulcanismo reciente más destacas de la península ibérica junto a la de Cabo de Gata y la de Olot. Comparte superficie con otros 332 edificios volcánicos distintos que conviven sobre una extensión de 5000 km² y en cuya área también están incluidas las localidades de Ciudad Real, Daimiel, Bolaños, Almagro y Miguelturra.
Forma parte, junto a los volcanes de La Herradura, La Sima, La Carrascosa, Cerro Negro y La Cornudilla, de la alineación volcánica de la Sierra de Valenzuela, donde todos ellos se caracterizan por desarrollar erupciones freatomagmáticas, estrombolianas y efusivas. También son conocidos por la formación de conos de escoria sobre la superficie, debido a potentes y largas coladas que provocan una acentuación del relieve y grandes cráteres de explosión que contienen depósitos hidromagmáticos.

## Formación
Una erupción de carácter estromboliano en las cumbres de la sierra paleozoica provocada por una fractura con dirección norte-sudoeste, junto al maar de Varondillo, emitió pequeños piroclastos negros, vesiculados y sin trazas de soldadura, que dieron forma a un cono asimétrico con un cráter en forma de herradura. La expulsión de fluidas lavas de nefelinita olivina formaron una larga colada que se dirigió hacia la cuenca de Valenzuela y que, bifurcada en dos ramas, alcanzó una longitud de más de 2 kilómetros y 700 metros de anchura.
Posteriormente se produjo una erupción explosiva freatomagmática que abrió un gran cráter y donde se formaron olas piroclásticas de carácter húmedo y seco. Los depósitos que generó el evento formaron un anillo de tobas que se mantuvo en perfecto estado.
Una nueva erupción estromboliana marcó el final de las erupciones de Cerro Gordo, en las que se emitieron piroclastos y se produjeron avalanchas de spatter tras el desarrollo de intensas fuentes de lava. Los piroclastos tomaron un color rojizo debido a los procesos hidrotermales que sufrieron, derivados de la desgasificación y el enfriamiento de los depósitos piroclásticos de tipo lahar.

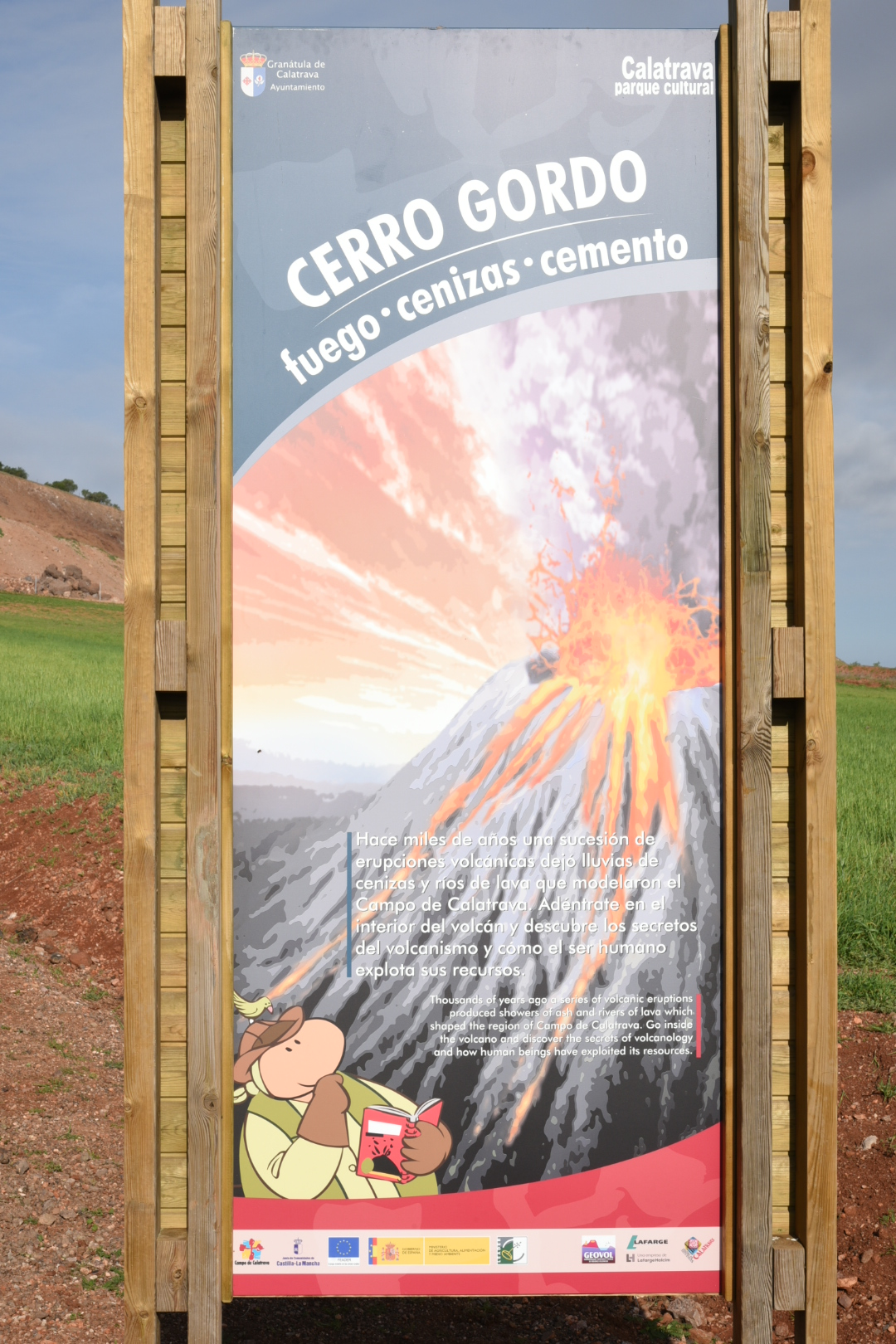

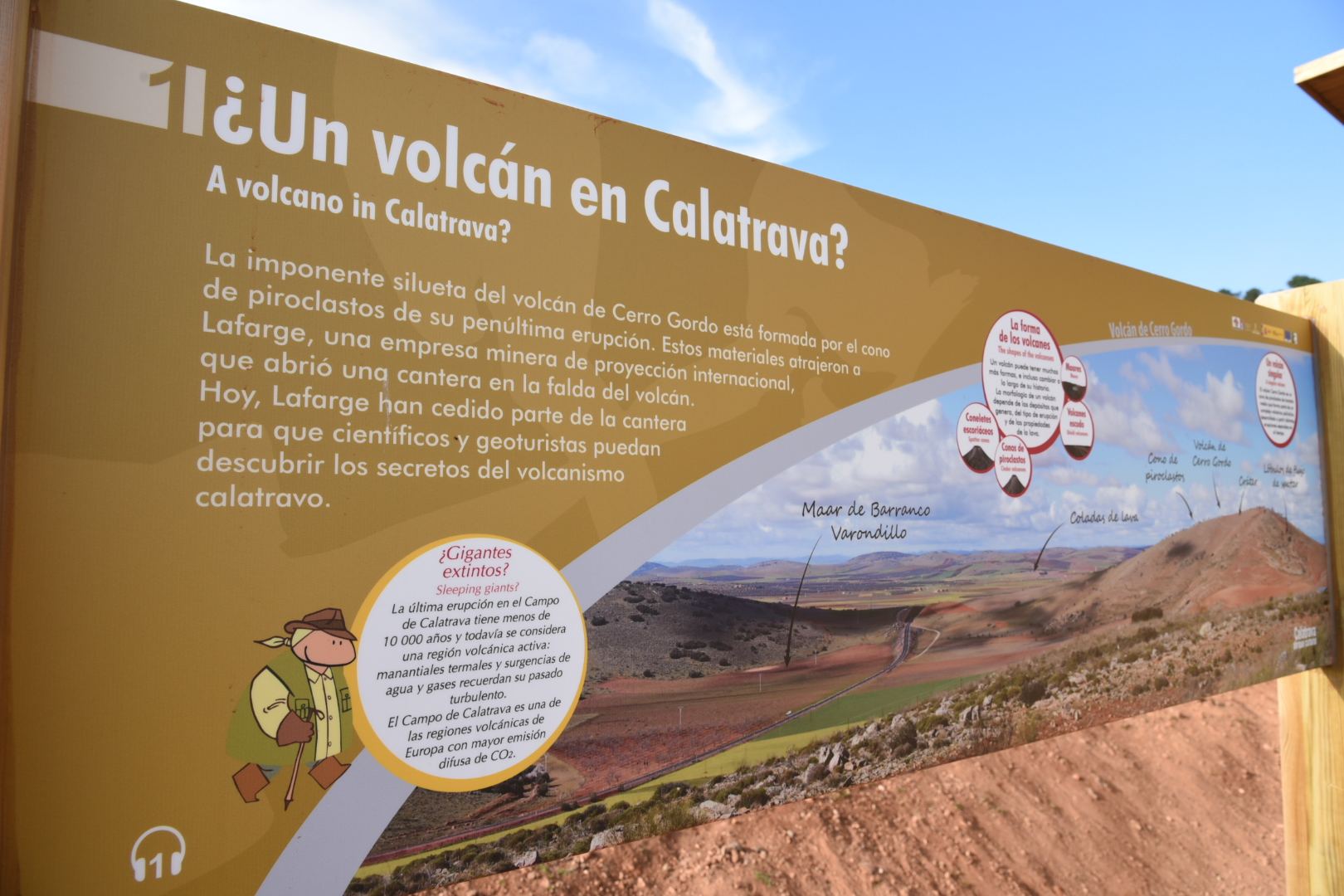

## Explotación
El terreno de Cerro Gordo se concedió a LafargeHolcim, una empresa de explotación minera propietaria de la Mina San Carlos que sometió al volcán a una intensa actividad extractiva, este proceso permitió un mejor estudio de los procesos eruptivos.

### Visitas guiadas
En febrero de 2011 y tras largas negociaciones, Lafarge cedió 2000 m² al ayuntamiento de Granátula de Calatrava con el fin de crear un museo científico-didáctico en una de las partes abiertas del volcán. Gracias al programa europeo LEADER 2007-2013, se concedió una subvención de 120 000 euros con la misión de sufragar los gastos de la construcción del museo y la zona de visita guiada, que incluyó un aparcamiento para turismos y autobuses, un circuito guiado y vallado con 10 paneles informativos, además de un centro de interpretación sobre Cerro Gordo. En el recorrido guiado se incluyó también un mirador con función de observatorio y una altura de 4 metros.
El proyecto abrió sus puertas el 15 de abril de 2016 y se convirtió en el primer volcán visitable de la península ibérica. Recibió a más de 15 000 visitantes hasta final de año, en colaboración con el Grupo de Investigación GEOVOL «Geomorfología, Territorio y Paisaje en Regiones Volcánicas» de la Universidad de Castilla-La Mancha; tres años más tarde alcanzó las 30 000 visitas desde su inauguración.